# Свети Илия (Агиос Димитриос)
Вижте пояснителната страница за други значения на Свети Илия.
„Свети Илия“ (на гръцки: Προφήτη Hλία) е православна църква в катеринското село Агиос Димитриос, Егейска Македония, Гърция, част от Китроската, Катеринска и Платамонска епархия. Църквата е изградена в XIΧ век. Представлява еднокорабен храм. Около него има поствизантийски погребение. Църквата е един от малкото оцелели паметници от османско време в района. В 1981 година храмът е обявен за защитен паметник на културата.